# Dr. Dolittle 2
Dr. Dolittle 2 es una película estadounidense estrenada el 22 de junio de 2001, secuela de Dr. Dolittle.

## Argumento
Eddie Murphy vuelve a interpretar al médico que habla con los animales en la segunda parte de Dr. Dolittle. 
Ahora, Dolittle debe convencer a un mimado oso de circo para que seduzca a la última osa salvaje del Pacífico Oeste, como parte de una campaña para salvar un bosque que de otro modo, está destinado a ser talado para siempre. 
Pero el problema es que el oso Archie está muy contento con la vida que lleva, y no está dispuesto a enfrentarse a la vida salvaje, lo cual causa los peores problemas a su desesperado mentor.

## Reparto
| Personaje            | Actor original (EE. UU.) | Actor de voz (Hispanoamérica) | Actor de doblaje (España) |
| -------------------- | ------------------------ | ----------------------------- | ------------------------- |
| Dr. John Dolittle    | Eddie Murphy             | Javier Rivero                 | Juan Fernández (BCN)      |
| Lucky                | Norm MacDonald           | Eugenio Derbez                | Pep Antón Muñoz           |
| Lisa Dolittle        | Kristen Wilson           | Pilar Escandón                | Concha García Valero      |
| Archie               | Steve Zahn               | Andrés Bustamante             | Raúl Llorens              |
| Eva                  | Lisa Kudrow              | Dulce Guerrero                | Alba Sola                 |
| Sr. Potter           | Jeffrey Jones            | José Lavat                    | Josep María Ullod         |
| Riley                | Kevin Pollak             | Alejandro Illescas            | Alberto Mieza             |
| Charisse Dolittle    | Raven-Symoné             | Vanesa Garcel                 | Graciela Molina           |
| Maya Dolittle        | Kyla Pratt               | Christine Byrd                | Michelle Jenner           |
| Joy el Mapache       | Michael Rapaport         | Mario Filio                   | Rafael Calvo              |
| Sonny                | Mike Epps                | Bernardo Ezeta                | Vicente Gil               |
| Castor               | Richard C. Sarafian      | Blas García                   | José Mediavilla           |
| Rata 1               | John Leguizamo           | Yamil Atala                   | Aleix Estadella           |
| Rata 2               | Reni Santoni             | Daniel Abundis                | Carles Canut              |
| Zarigüeya            | Isaac Hayes              | Víctor Hugo Aguilar           | Jaume Lleal               |
| Ardilla              | Joey Lauren Adams        | Maggie Vera                   | Alicia Laorden            |
| Sr. Comadreja        | Andy Dick                | Ernesto Lezama                | Rafael Calvo              |
| Lobo blanco          | Arnold Schwarzenegger    | Blas García                   | Ernesto Aura              |
| Eric                 | Lil' Zane                | Moisés Iván Mora              | Claudio Domingo           |
| Juez Duff            | Victor Raider-Wexler     | Alberto Pedret                | Joaquín Díaz              |
| Caimán               | Kevin Pollak             | Dave Galasso                  | Lluís Marco               |
| Dirección de Doblaje |                          | Eduardo Giaccardi             | Gonzalo Abril             |
| Estudio de Doblaje   |                          | Prime Dubb México             | Sonoblok, S.A.Barcelona   |

## Estrenos
| País                                                                          | Fecha de estreno                  |
| ----------------------------------------------------------------------------- | --------------------------------- |
| Alemania                                                                      | Jueves 9 de agosto de 2001        |
| Argentina                                                                     | Jueves 28 de junio de 2001        |
| Australia                                                                     | Jueves 5 de julio de 2001         |
| Austria                                                                       | Viernes 10 de agosto de 2001      |
| Bélgica                                                                       | Miércoles 18 de julio de 2001     |
| Belice · Costa Rica · El Salvador · Guatemala · Honduras · Nicaragua · Panamá | Viernes 22 de junio de 2001       |
| Bolivia                                                                       | Jueves 21 de junio de 2001        |
| Brasil                                                                        | Viernes 13 de julio de 2001       |
| Bulgaria                                                                      | Viernes 21 de septiembre de 2001  |
| Chile                                                                         | Jueves 28 de junio de 2001        |
| Colombia                                                                      | Viernes 22 de junio de 2001       |
| Corea del Sur                                                                 | Viernes 14 de septiembre de 2001  |
| Croacia                                                                       | Jueves 18 de octubre de 2001      |
| Dinamarca                                                                     | Viernes 13 de julio de 2001       |
| Ecuador                                                                       | Viernes 6 de julio de 2001        |
| Egipto                                                                        | Miércoles 5 de septiembre de 2001 |
| Emiratos Árabes Unidos                                                        | Miércoles 17 de octubre de 2001   |
| Eslovenia                                                                     | Jueves 25 de octubre de 2001      |
| España                                                                        | Viernes 10 de agosto de 2001      |
| Estados Unidos · Canadá                                                       | Viernes 22 de junio de 2001       |
| Estonia                                                                       | Viernes 19 de octubre de 2001     |
| Filipinas                                                                     | Miércoles 4 de julio de 2001      |
| Finlandia                                                                     | Viernes 20 de julio de 2001       |
| Francia                                                                       | Miércoles 1 de agosto de 2001     |

| País                         | Fecha de estreno                   |
| ---------------------------- | ---------------------------------- |
| Grecia                       | Viernes 14 de diciembre de 2001    |
| Hong Kong                    | Jueves 12 de julio de 2001         |
| Hungría                      | Jueves 16 de agosto de 2001        |
| India                        | Viernes 9 de noviembre de 2001     |
| Indonesia                    | Miércoles 19 de septiembre de 2001 |
| Islandia                     | Viernes 22 de junio de 2001        |
| Israel                       | Jueves 28 de junio de 2001         |
| Italia                       | Viernes 24 de agosto de 2001       |
| Jamaica                      | Miércoles 27 de junio de 2001      |
| Japón                        | Sábado 21 de julio de 2001         |
| Letonia                      | Viernes 19 de octubre de 2001      |
| Líbano                       | Jueves 9 de agosto de 2001         |
| Lituania                     | Viernes 26 de octubre de 2001      |
| Malasia                      | Jueves 12 de julio de 2001         |
| México                       | Viernes 22 de junio de 2001        |
| Noruega                      | Viernes 13 de julio de 2001        |
| Nueva Zelanda                | Jueves 5 de julio de 2001          |
| Países Bajos                 | Jueves 26 de julio de 2001         |
| Paraguay                     | Viernes 6 de julio de 2001         |
| Perú                         | Jueves 28 de junio de 2001         |
| Polonia                      | Viernes 3 de agosto de 2001        |
| Portugal                     | Viernes 27 de julio de 2001        |
| Puerto Rico                  | Jueves 21 de junio de 2001         |
| Reino Unido Irlanda          | Viernes 27 de julio de 2001        |
| República Checa · Eslovaquia | Jueves 16 de agosto de 2001        |
| República Dominicana         | Jueves 28 de junio de 2001         |
| Rumania                      | Viernes 12 de octubre de 2001      |
| Rusia                        | Jueves 25 de octubre de 2001       |
| Singapur                     | Jueves 21 de junio de 2001         |
| Sudáfrica                    | Viernes 20 de julio de 2001        |
| Suecia                       | Miércoles 11 de julio de 2001      |
| Suiza                        | Miércoles 18 de julio de 2001      |
| Tailandia                    | Viernes 6 de julio de 2001         |
| Taiwán                       | Sábado 7 de julio de 2001          |
| Turquía                      | Viernes 31 de agosto de 2001       |
| Ucrania                      | Jueves 25 de octubre de 2001       |
| Uruguay                      | Viernes 14 de septiembre de 2001   |
| Venezuela                    | Miércoles 20 de junio de 2001      |